# Эвиденцбюро

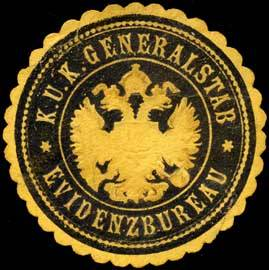
Печать Эвиденцбюро

Эвиденцбюро (нем. Evidenzbüro или Evidenzbureau) — служба информации (управление военной разведки) Австрийской империи, позже — Австро-Венгрии.
Создана в 1850 году для сбора информации военного и политического характера со штаб-квартирой в Вене (Австрия). Являлась также службой контрразведки. Работа контрразведки координировалась с работой службы полиции, проводила наблюдение и арест подозреваемых и шпионов, пойманных на территории монархии. Первым руководителем был Антон фон Калик (1850—1864).
При Эвиденцбюро существовала служба Kundschaftsbüro, на которую была возложена задача контроля за иностранными государствами.
Одним из структурных подразделений Эвиденцбюро был строго засекреченный агентурный отдел, который наряду со сбором информации занимался шифровкой и дешифровкой и располагал специально созданной при нём для этих целей лабораторией.
Активно действовала в 1859 году во время австро-сардинской войны, во время кампании против Пруссии в 1866 году эффективность Эвиденцбюро была низкой.
Эвиденцбюро по географическому принципу делилась на несколько отделов. Самым крупным был Русский отдел, противостоящий русской разведке в Киеве и Варшаве.
К концу XIX века, напряженность в отношениях между крупными европейскими державами возросла, что привело к усилению деятельности разведывательных служб. Внимание австро-венгерских властей, в первую очередь, было направлено восток и юг (Российская империя и Балканы). Россия, в свою очередь, была очень заинтересована делами в Австро-Венгрии и Германской империи.
Собранная Эвиденцбюро из различных источников разведывательная информация в зависимости от значимости ежедневно докладывалась начальнику Генерального штаба (Generalstabschef) или императору Францу-Иосифу.
Костяк бюро в то время состоял из 20 офицеров, занятых на немецком и российском направлениях.
В 1903 году российским разведслужбам удалось завербовать в качестве двойного агента высокопоставленного офицера австрийского Генштаба, полковника Альфреда Редля, позже ставшего главой контрразведки и заместителем директора Эвиденцбюро. Его арест в 1913 году привёл к серьезному политическому и военному кризису в Австро-Венгрии накануне Первой мировой войны.
В связи с началом Первой мировой войны Эвиденцбюро из состава МИДа было передано в подчинение императорскому и королевскому Генеральному штабу (K.u.K. Generalstab).
Во время мировой войны важность Бюро была очень высока. В перечень традиционных функций Эвиденцбюро была включена относительно новая задача — перехват радиопередач и цензура почтовых отправлений.
В последний год войны (1918) в Эвиденцбюро во главе с Максимилианом Ронге (1874—1953), включая внутреннюю разведку (Staatspolizei), работало около 300 сотрудников, 50 должностных лиц, 400 агентов полиции, 600 солдат и 600 информаторов.
Эвиденцбюро прекратило своё существование после распада Австро-Венгерской империи в 1918 году.

## Руководители
- Калик, Антон фон (1850—1864)
- Кес, Георг фон (1868—1870)
- Ронге, Максимилиан (1917—1919)